# Метрополітен Кочі
Метрополітен Кочі — естакадна лінія метро в місті Кочі, Керала, Індія.

## Історія
Будівництво почалося 30 вересня 2013 року. Метрополітен відкрився 17 червня 2017 року, початкова ділянка складалася з 11 станцій та 13,4 км. Всі станції метро вирішили будувати на естакаді, в зв'язку з тим,
що місто знаходиться на рівні моря. Продовження лінії сталося вже 3 жовтня того ж року, було відкрито 5 станцій та 5 км.

## Лінія 1
На початок 2018 року на лінії 16 станцій та 18,4 км. Використовується європейська колія, всі станції мають берегові платформи довжиною 70 метрів. Тривагонні потяги виробництва Alstom живляться від третьої рейки. У майбутньому[коли?] на лінії буде 24 станції та 25,6 км.

## Режим роботи
Працює з 6:00 до 22:00. Інтервал руху 8 хвилин, ввечері 15 хвилин.

## Галерея

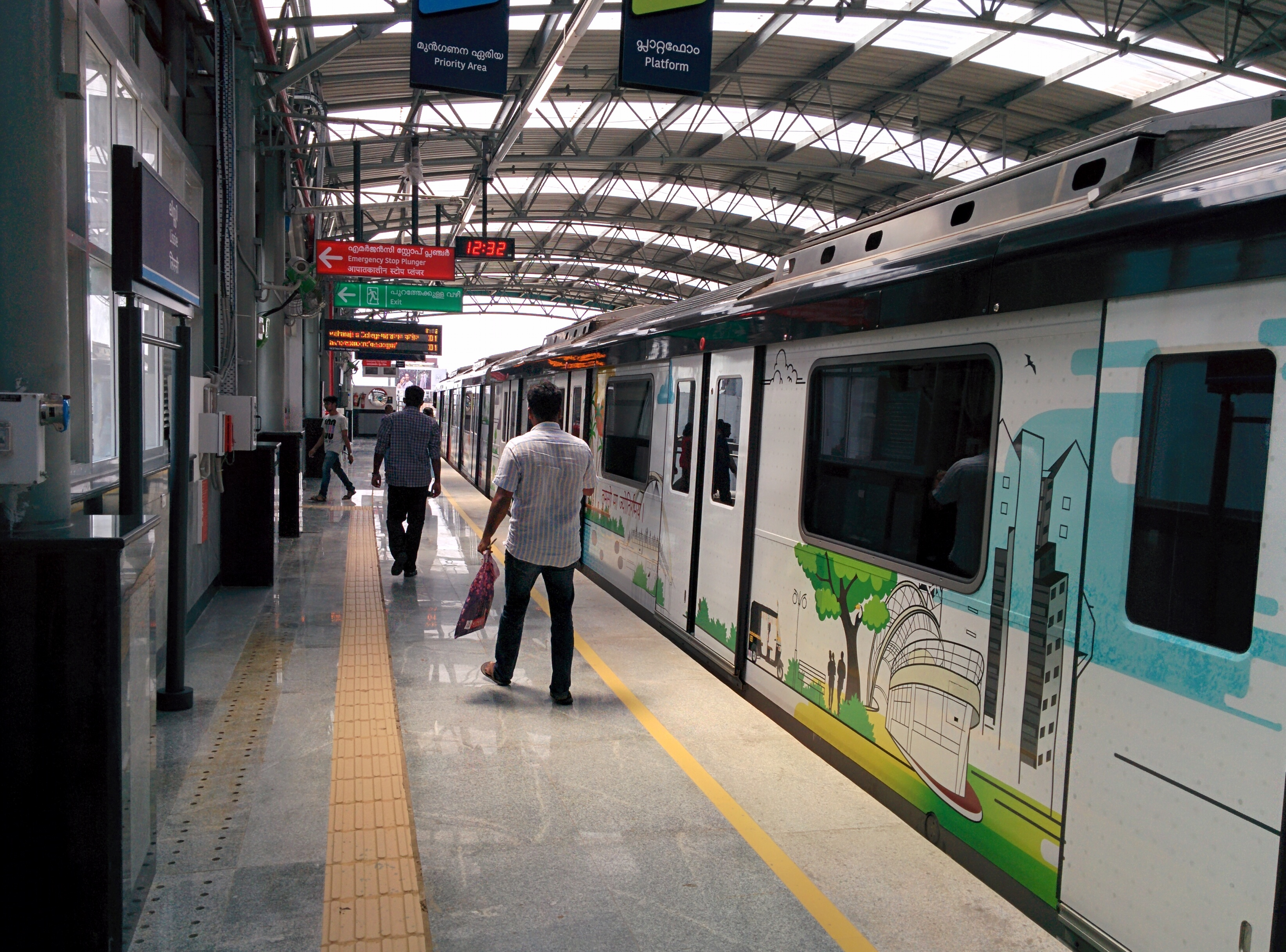
Потяг на станції
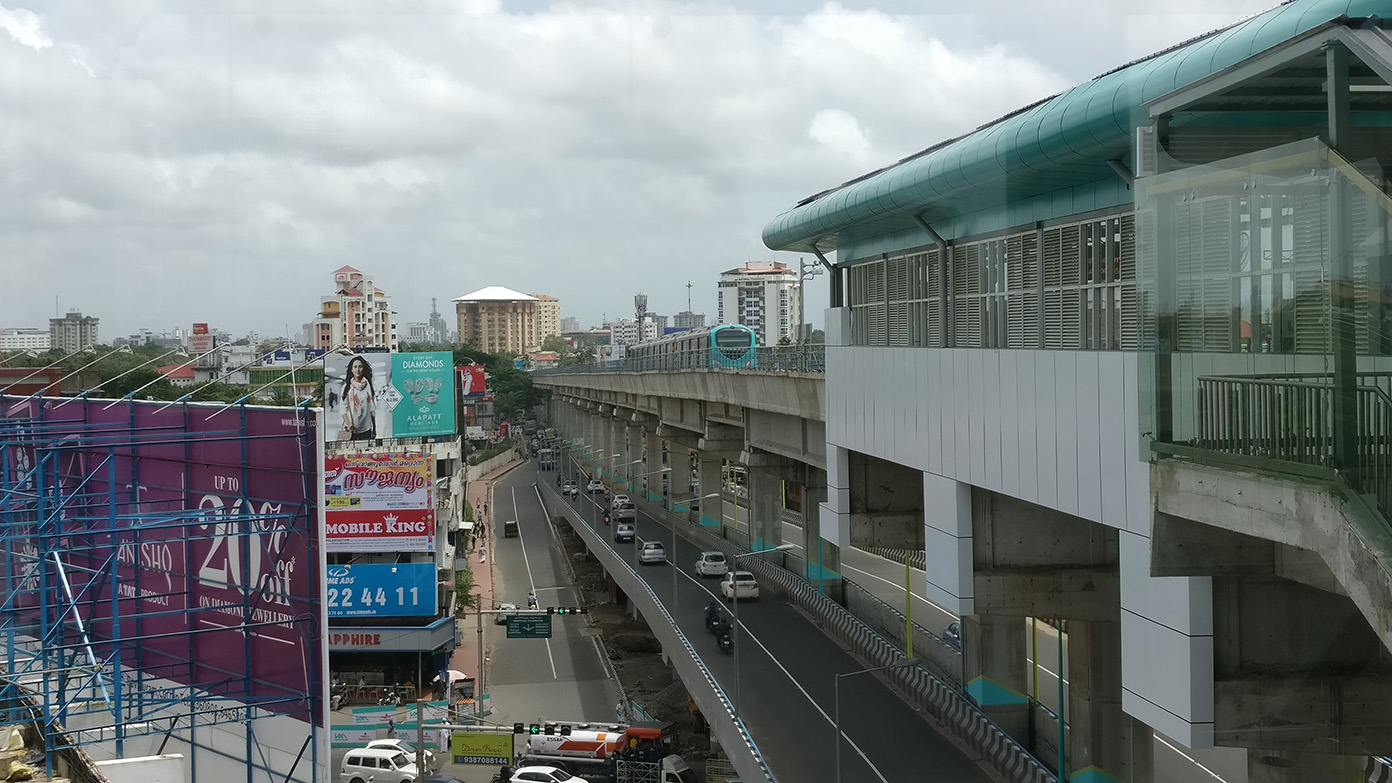
Потяг поблизу станції Edapally
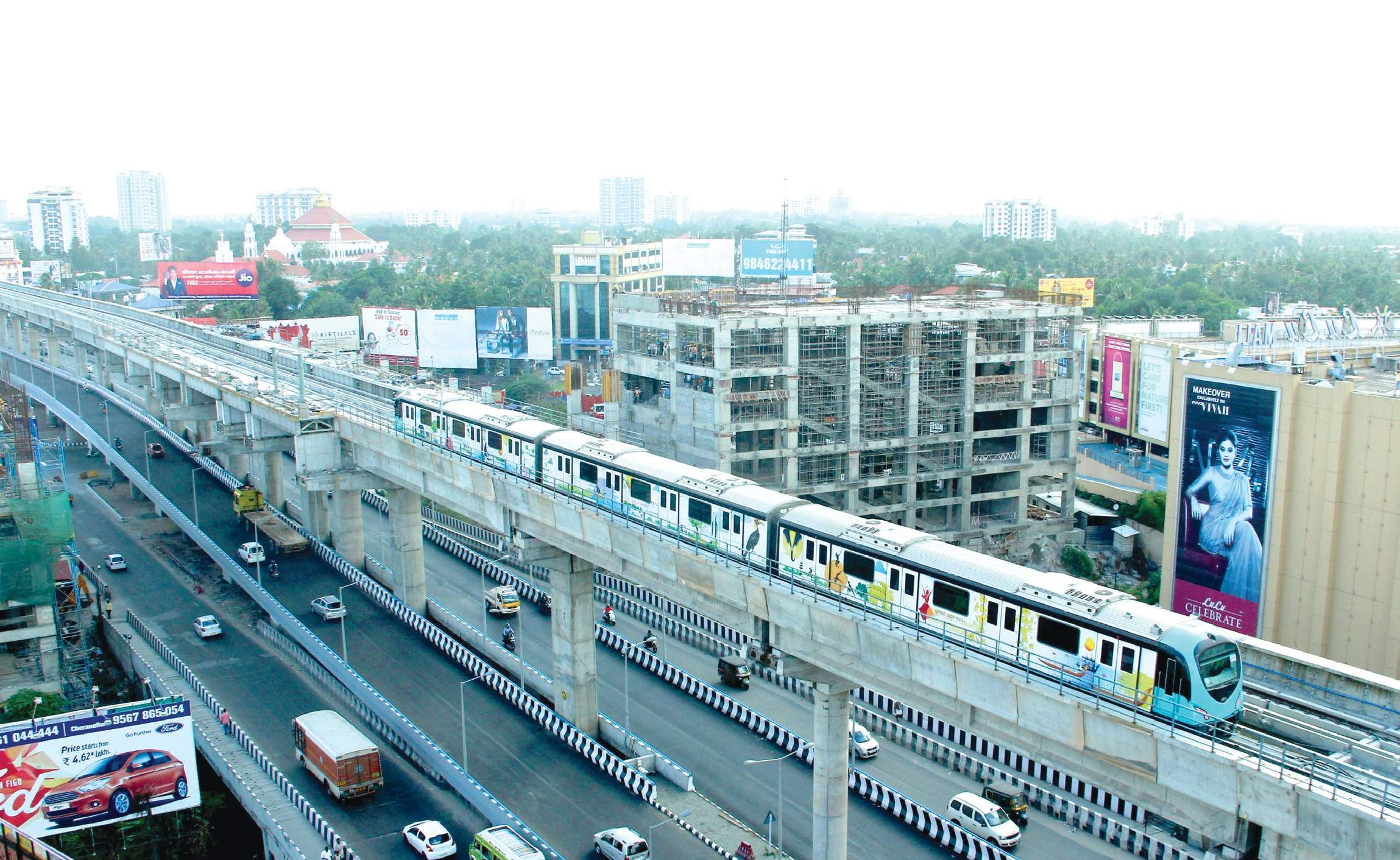
Потяг на естакаді
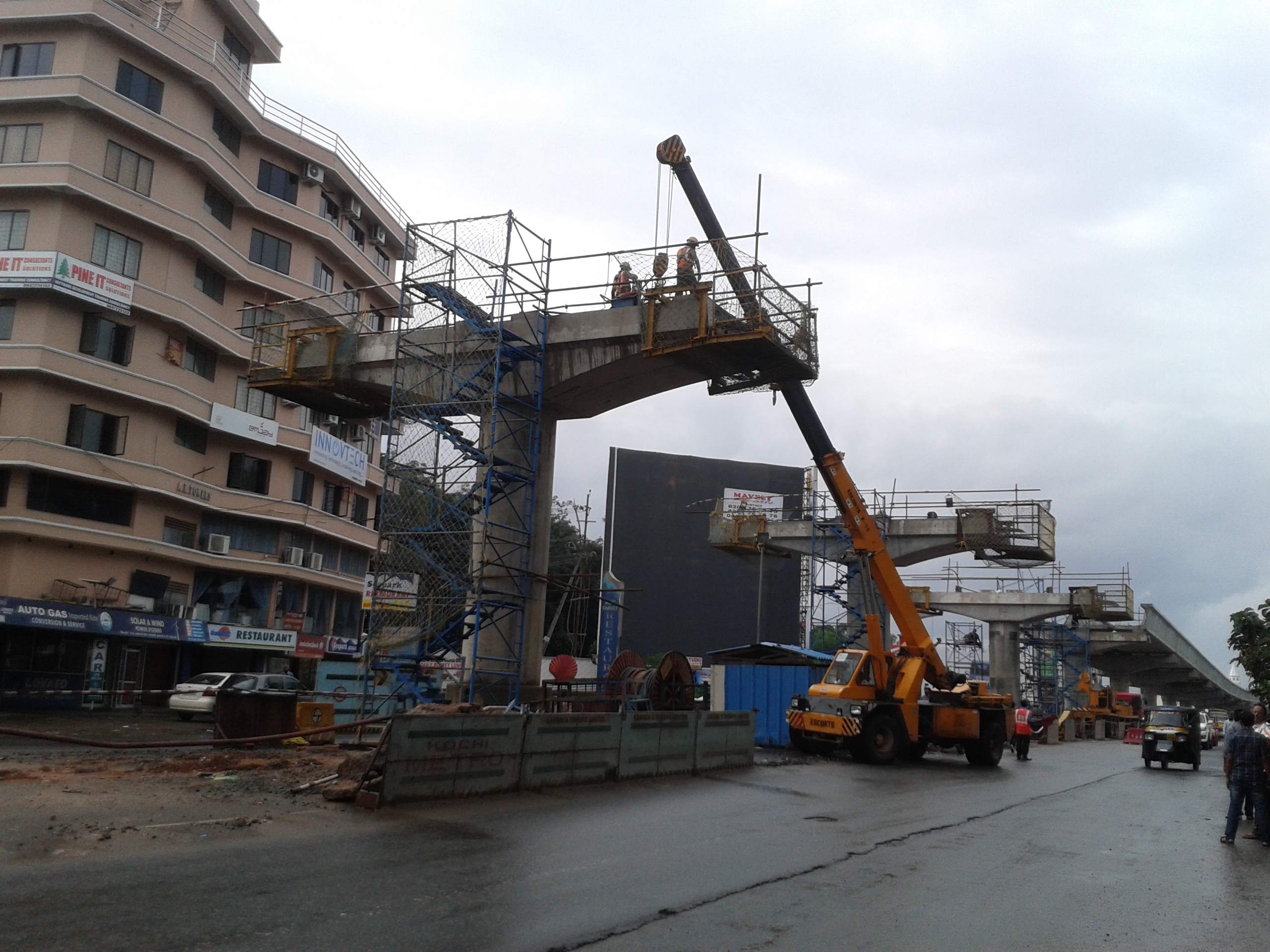
Будівництво естакади метро